# Enicospilus mexicanus
Enicospilus mexicanus är en stekelart som först beskrevs av Cresson 1874.  Enicospilus mexicanus ingår i släktet Enicospilus och familjen brokparasitsteklar. Inga underarter finns listade i Catalogue of Life.